# Сан Андрес (археологически обект)
Вижте пояснителната страница за други значения на Сан Андрес.
Сан Андрес (San Andrés) са археологически разкопки на древен град на маите в Салвадор. Заселването на района започва около 900 пр.н.е., като земеделски град в долината Запотитан (Zapotitán), намираща се в сегашния департамент Ла Либертад. Мястото е изоставено през 250 г. заради изригването на вулкана Илопанго (Ilopango) и е заселено отново през V век, заедно с много други селища в долината Запотитан. Между 600 и 900 г. Сан Андрес е главен град на династия на маите, господстваща над другите селища в долината.

## Структури
Жилищният район все още не е добре проучен. Изследванията и разкопките в Сан Андрес се извършват главно в политико-церемониалния център на града и показват, че града е разделен на две части: северна (северно седалище) и южна (южно седалище) – в която част е концентрирана властта.
През 600 г. в южната част се докарват материали за построяване на акропол. Този акропол е съдържал церемониални и политически сгради и структури. В крайните южни и източни части на акропола са издигнати структури: № 1 (главната пирамида), № 2, № 3 и № 4. В крайните му северни части и на запад се намират серия от стаи, в които са живели управниците – две от тези стаи са реставрирани. На юг от акропола се издига структура № 7 и други церемониални постройки и структури.
В северната част се намира пирамида (структура № 5, наречена „Камбаната на Сан Андрес“), която се свързва с акропола чрез структура № 6 (структурата е с форма „L“). Около структура № 5 се намират постройките, където се е извършвала търговията.

## Търговия, изоставяне и преоткриване
Археологическите изследвания показват, че Сан Андрес е имал силна връзка и търговски отношения с Копан и Теотиуакан, също така в града са доставяни стоки от далечни региони, намиращи се в сегашните територии на Петен, Гватемала и Белиз. Влиянието на Сан Андрес като политически център изчезва през IX век. Последните доказателства за пред-испанска активност в района са между 900 и 1200 г.
След испанското нашествие руините на Сан Андрес влизат в рамките на голямо имение в което се отглежда едър рогат добитък. Руините на древния град са погребани при избухването на вулкана Плайон (El Playón) през 1658 г. През 1996 г. правителството на Салвадор открива за посетители и туристи „Археологическия парк Сан Андрес“, където всеки посетител може да се изкачи по пирамидите или да посети музеят, който се намира на мястото.